# Kaseko
Ne doit pas être confondu avec Kasékò.
Le kaseko est un genre musical ayant émergé au Suriname, né d'une fusion de nombreux styles populaires et folkloriques issus d'Afrique, d'Europe et d'Amérique.

## Terminologie
Le terme Kaseko viendrait de Kasékò, une danse créole de Guyane.

## Histoire
Elle se développe dans les années 1900. Elle est liée à d'autres styles locaux comme le kawina ; comme eux, ils utilisent l'expression et le style de contrafrase accompagné de rythmes complexes. Les instruments comprennent des tambour, du saxophone, de la trompette et du trombone.
Le kaseko évolue d'abord évolué à partir du bigi-poku, qui est un style des années 1930 exécuté en les festivals, fortement influencé par le dixieland. Plus tard, le calypso, la samba, le rock 'n' roll et d'autres styles ont laissé une influence. Eddy Snijders incorporate le kaseko dans la musique symphonique. Dans les années 1970, les expatriés surinamiens vivant aux Pays-Bas, tels que Lieve Hugo et Ewald Krolis, popularisent le kaseko,,.